# 120103 Dolero
120103 Dolero è un asteroide della fascia principale. Scoperto nel 2003, presenta un'orbita caratterizzata da un semiasse maggiore pari a 2,7660344 UA e da un'eccentricità di 0,2026102, inclinata di 18,05711° rispetto all'eclittica.